# الجنيات كوتينجلي
تظهر جنيات كوتينجلي في سلسلة من خمس صور التقطتها إيلي رايت (1901-1988م) وفرانسيس غريفيث (1907-1986م)، وهما ابنا عم صغيران عاشا في كوتينجلي، بالقرب من برادفورد في إنجلترا. في عام 1917م، عندما تم التقاط أول صورتين، كانت إلسي تبلغ من العمر 16 عامًا وفرانسيس في التاسعة من عمرها. لفتت الصور انتباه الكاتب السير آرثر كونان دويل، الذي استخدمها لتوضيح مقال عن الجنيات كان قد كلف بكتابته في طبعة عيد الميلاد عام 1920 من مجلة ستراند . كان دويل، باعتباره روحانيًا، متحمسًا للصور، وفسرها على أنها دليل واضح ومرئي على الظواهر النفسية. كان رد الفعل العام مختلطًا. قبل البعض الصور على أنها أصلية، بينما اعتقد البعض الآخر أنها مزيفة.
انخفض الاهتمام بجنيات كوتينجلي تدريجيًا بعد عام 1921م. تزوجت الفتاتان وعاشتا في الخارج لفترة من الوقت بعد أن كبرت، ومع ذلك استمرت الصور في جذب انتباه الجمهور. في عام 1966م، تعقب مراسل من صحيفة ديلي إكسبريس إلسي، التي كانت قد عادت إلى المملكة المتحدة. تركت إلسي الباب مفتوحاً أمام احتمال أنها اعتقدت أنها صورت أفكارها، وأصبحت وسائل الإعلام مهتمة مرة أخرى بالقصة.
في أوائل الثمانينيات اعترفت السي وفرانسيس بأن الصور كانت مزورة، باستخدام قصاصات من الورق المقوى للجنيات تم نسخها من كتاب أطفال شهير في ذلك الوقت، لكن فرانسيس أكد أن الصورة الخامسة والأخيرة كانت أصلية. تُعرض حاليًا الصور الفوتوغرافية واثنتان من الكاميرات المستخدمة في المتحف الوطني للعلوم والإعلام في برادفورد بإنجلترا. في ديسمبر 2019، تم الحصول على الكاميرا الثالثة المستخدمة في التقاط الصور ومن المقرر أن تكتمل المعرض.

## 1917 صورة فوتوغرافية

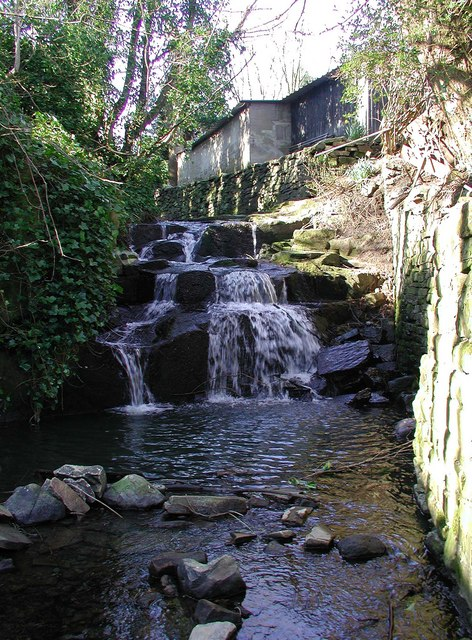
كوتينجلي بيك ، حيث ادعت فرانسيس وإلسي أنهما شاهدا الجنيات

في منتصف عام 1917، كانت فرانسيس جريفيث البالغة من العمر تسع سنوات ووالدتها - وكلاهما وصل حديثًا إلى المملكة المتحدة من جنوب إفريقيا - يقيمان مع عمة فرانسيس، والدة إلسي رايت، في قرية كوتينجلي في غرب يوركشاير. كان إلسي آنذاك يبلغ من العمر 16 عامًا. غالبًا ما كانت الفتاتان تلعبان معًا بجانب مجرى النهر في أسفل الحديقة، الأمر الذي أثار انزعاج والدتيهما كثيرًا، لأنهما كثيرًا ما كانا يعودان بأقدام وملابس مبللة. قال فرانسيس وإلسي إنهما ذهبا فقط إلى البحيرة لرؤية الجنيات، ولإثبات ذلك، استعارت إلسي كاميرا والدها، لوحة ربع متوسطة الحجم. عادت الفتيات حوالي 30 بعد دقائق، «منتصر». 

كان والد إلسي، آرثر، مصورًا هاوًا متحمسًا، وقد أقام غرفته المظلمة الخاصة به. أظهرت الصورة الموجودة على لوحة التصوير الفوتوغرافي التي طورها فرانسيس خلف شجيرة في المقدمة، حيث بدت أربع جنيات ترقص. مع العلم بقدرة ابنته الفنية، وأنها قضت بعض الوقت في العمل في استوديو مصور، فقد رفض الأرقام باعتبارها قطع من الورق المقوى. بعد شهرين، استعارت الفتيات كاميرته مرة أخرى، وعادت هذه المرة بصورة لإلسي جالسة على العشب وهي تمد يدها إلى 1 قدم (30 سـم) جنوم. بسبب غضبه مما اعتقد أنه «لا شيء سوى مزحة»،  واقتناعه بأن الفتيات يجب أن يعبثن بالكاميرا بطريقة ما، رفض آرثر رايت إقراضها لهم مرة أخرى.  ومع ذلك، اعتقدت زوجته بولي أن الصور أصلية. 
قرب نهاية عام 1918، أرسلت فرانسيس رسالة إلى جوانا بارفين، صديقة في كيب تاون بجنوب إفريقيا، حيث عاشت فرانسيس معظم حياتها، وأرفقت صورة لها مع الجنيات. وكتبت على ظهرها «إنه أمر مضحك، لم أكن معتادًا على رؤيتهم في إفريقيا. لابد أن الجو حار جدًا بالنسبة لهم هناك». 
أصبحت الصور علنية في منتصف عام 1919، بعد أن حضرت والدة إلسي اجتماعًا للجمعية الثيوصوفية في برادفورد. كانت المحاضرة في ذلك المساء عن «الحياة الخيالية»، وفي نهاية الاجتماع، عرضت بولي رايت الصورتين الخياليتين اللتين التقطتهما ابنتها وابنة أختها للمتحدث. ونتيجة لذلك، عُرضت الصور في المؤتمر السنوي للجمعية في هاروغيت، الذي عُقد بعد بضعة أشهر. هناك لفتوا انتباه العضو البارز في المجتمع، إدوارد جاردنر.  من المعتقدات المركزية للثيوصوفيا أن البشرية تمر بدورة تطور، نحو زيادة «الكمال»، وقد أدرك جاردنر الأهمية المحتملة للصور بالنسبة للحركة:

## الفحوصات الأولية
أرسل عامل الحديقة المطبوعات جنبًا إلى جنب مع السلبيات الأصلية للوحة الزجاجية إلى هارولد سنلينج، خبير التصوير. كان رأي سنيلينج أن «السلبيتين هما صورتان حقيقيتان تمامًا وغير مكشوفة... [مع] عدم وجود أثر على الإطلاق لأعمال الاستوديو التي تتضمن نماذج بطاقات أو ورقية».  لم يذهب إلى حد القول إن الصور أظهرت الجنيات، وذكر فقط أن«هذه صور مباشرة للأمام لكل ما هو موجود في أمام الكاميرا في ذلك الوقت».  غاردنر«بتوضيح» المطبوعات بواسطة شم، وأنتجت سلبيات جديدة، «أكثر ملاءمة للطباعة»،   لاستخدامها في المحاضرات المصورة التي ألقاها حول  زودت شركة شم المطبوعات الفوتوغرافية التي كانت متاحة للبيع في محاضرات عامل الحديقة.  